# David Aboucaya

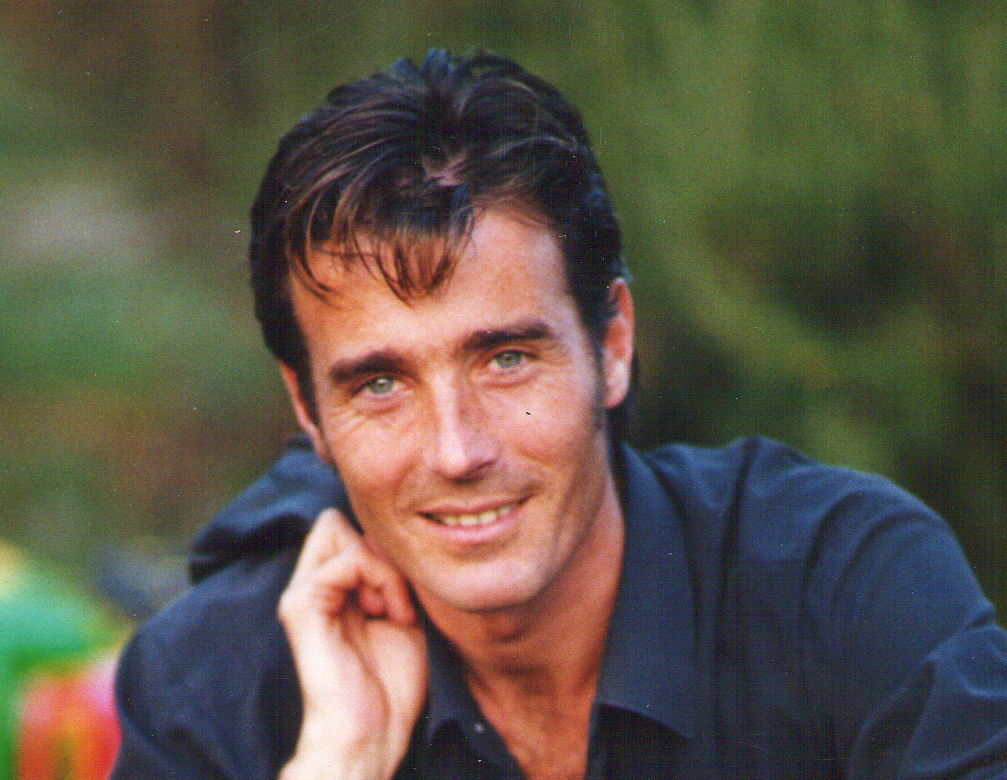
David Aboucaya im Jahr 2006

David Aboucaya (* 11. Dezember 1966) ist ein französischer Filmregisseur und Produzent diverser Kriegsfilme, die zeitlich in den Zweiten Weltkrieg fallen.

## Filmografie (Auswahl)
- 2007: The Cross Roads – Die Verfluchten des Krieges
- 2009: Chronique d’un Affranchi
- 2009: Dead Line
- 2009: Red Snow (court-métrage)
- 2013: The Crossroads
- 2015: Last Blues
- 2015: Malmedy
- 2017: Winter War